# Храм Геркулеса Стража
Храм Геркулеса Стража (лат. Aedes Herculis Custodis) ― ныне утраченное древнеримское культовое сооружение в честь Геркулеса Стража.
История основания этого храма до конца не ясна. Римский поэт Овидий пишет, что сооружение находилось на западной стороне цирка Фламиния и было построено по инициативе диктатора Луция Корнелия Суллы в I веке до н. э., после того, как тот обратился к священным Книгам Сивилл. Исследователи, впрочем, предполагают, что храм был основан ещё раньше, а Сулла лишь перестроил его.
В 218 году до н. э. supplicatio (благодарение богам) было заказано сенатом в Aedes Herculi. Вполне вероятно, что здесь имелся ввиду именно Храм Геркулеса Стража, хотя в общем в Риме было несколько храмов, посвящённых герою. Цирк Фламиния ― территории, где располагался Храм Геркулеса Стража, был основан в 221 году до н. э.; возможно, сам храм был основан примерно в те же годы. В 189 году до н. э. статуя Геркулеса была помещена в храм по указу децемвира.
Поскольку храм посвящен Геркулесу Стражу и считается, что перед постройкой обращались за советом с Книгами Сивилл, то культовое сооружение скорее всего должно было быть построен во время крупного кризиса в обмен на поддержку полубога. Однако неизвестно, что за кризис мог происходить в те годы.
Точное местонахождение храма неизвестно и его руины до сих пор не найдены.